# Ines Abassi
Ines Abassi (1982) es una poeta y periodista tunecina. Ha publicado dos volúmenes de poesía hasta la fecha, ambos de los cuales han recibido premios literarios regionales. También pasó seis meses en una residencia de Seúl y escribió Cuentos  Scheherezade coreana de aquella experiencia. Su trabajo ha sido publicado en numerosas publicaciones incluyendo la revista literaria Banipal donde su trabajo estuvo incluido en un número dedicado a la literatura moderna tunecina.
Abassi actualmente trabaja como periodista en los Emiratos Árabes Unidos.

## Trabajos
- Secretos del Viento (2004), colección de poesía, ganador del Tunisian Premio de Poesía
- Archivo de Ciego (2007), colección de poesía, ganador del CREDIF premio, Túnez
- Cuentos de la Scheherezade coreana (2010)